# Pierre-André Dumas
Pierre-André Dumas (Saint-Jean du Sud, Haiti, 26 de setembro de 1962) é um clérigo católico romano haitiano e bispo de Anse-à-Veau et Miragoâne.

## Biografia
Pierre-André Dumas frequentou duas prestigiosas escolas secundárias em Port-au-Prince, o Lycée Alexandre Pétion e o Lycée Jean Jacques Dessalines. Ele então foi para a França aos 18 anos para estudar medicina. Lá conheceu a comunidade de Taizé. Roger Schutz o impressionou profundamente. Dumas decidiu tornar-se padre. Ele estudou filosofia na Universidade Lateranense em Roma e teologia na Universidade Gregoriana, onde também obteve uma licenciatura em teologia com uma dissertação sobre teologia bíblica. Ao mesmo tempo, era pároco na prisão de Rebibbia, em Roma. Em 26 de maio de 1991, ele recebeu o Sacramento da Ordem para a Arquidiocese de Porto Príncipe, do próprio Papa João Paulo II, na Basílica de São Pedro.
Em seu retorno ao Haiti, foi capelão em Pétionville, professor no Seminário Propedêutico do distrito de Jacquet de Porto Príncipe, vice-reitor e finalmente reitor do Seminário Nacional de Porto Príncipe.
Em 10 de dezembro de 2002, o Papa João Paulo II o nomeou Bispo Titular de Floriana e Bispo Auxiliar de Porto Príncipe. O Presidente Emérito do Pontifício Conselho Justiça e Paz, Cardeal Roger Etchegaray, o consagrou em 22 de fevereiro de 2003, na Catedral de Porto Príncipe; os co-consagradores foram o Arcebispo de Cap-Haïtien, François Gayot SMM, e o Arcebispo de Port-au-Prince, François-Wolff Ligondé. Em 2006 foi nomeado reitor da Université Notre-Dame d'Haïti em Port-au-Prince.
Em 13 de julho de 2008, o Papa Bento XVI o nomeou bispo da diocese de Anse-à-Veau et Miragoâne, fundada no mesmo dia. Seu lema episcopal "Caritas Christi urget nos" (em latim O amor de Cristo nos exorta) é uma citação de 2 Coríntios (2 Cor 5:14).
Mons. Dumas foi ferido devido a uma explosão na casa onde estava hospedado durante sua visita à cidade de Porto Príncipe, em 18 de fevereiro de 2024. Em uma nota, o episcopado descreveu seu estado de saúde como "estável". Uma declaração do Arcebispo Max Leroy Mesidor informava que não se sabia se a explosão decorreu por "um vazamento de gás ou um ato criminoso"; Dumas passou por uma cirurgia em 20 de fevereiro, pois sofreu "queimaduras graves no rosto, braços e pernas".